# Musashi: Samurai Legend
Pour les articles homonymes, voir Musashi.
Musashi: Samurai Legend, connu au Japon sous le titre Musashiden II: Blade Master (武蔵伝II ブレイドマスター, Musashiden Tsū Bureido Masutā, lit. La légende de Musashi II, le maître de la lame), est un jeu vidéo de rôle orienté action développé par Square Enix et édité par Atari. Il est distribué en 2005 sur PlayStation 2.
Tout comme son prédécesseur, Brave Fencer Musashi, le jeu consiste à combattre en temps réel dans un environnement 3D, et le design des personnages sont signés Tetsuya Nomura.

## Synopsis
Un jour, chez le mystique, un personnage nommé Gandrake est venu perturber le calme de l'athédon. La princesse Mycella fit appel à Musashi pour aider à libérer le peuple de la malfaisance. Mais après l'invocation, elle se fit capturer.
Musashi devra à la fois délivrer la princesse et le mystique mais aussi récupérer les cinq épées légendaires en sauvant leur prêtresse. Cependant, une route semée d'embuches va se dresser devant lui.